# Mojodoyong
Mojodoyong is een bestuurslaag in het regentschap Sragen van de provincie Midden-Java, Indonesië. Mojodoyong telt 6243 inwoners (volkstelling 2010).